# Bulbophyllum incarum
Bulbophyllum incarum là một loài phong lan thuộc chi Bulbophyllum.